# بسکتبال مردان اورگن داکس
بسکتبال مردان اورگن داکس (به انگلیسی: Oregon Ducks men's basketball) تیم بسکتبال مربوط به دانشگاه اورگن است که در کنفرانس پک-۱۲ در لیگ دسته یک ان‌سی‌ای‌ای حضور دارد. این تیم بازی‌های خانگی خود را در ورزشگاه «متیو نایت آرنا» انجام می‌دهد.ارسلان کاظمی در فصل ۲۰۱۳-۲۰۱۲ برای این تیم به میدان می‌رفت.
تیم اورگن ۴ بار به عنوان قهرمانی کنفرانس دست یافته و ۱۱ بار در جام قهرمانی بسکتبال دسته اول مردان ان‌سی‌ای‌ای حضور داشته که تنها یک بار، در سال ۱۹۳۹، قهرمان آن شده‌است. در آن زمان هاوارد هابسن مربیگری این تیم را بر عهده داشت.
مربیگری این تیم از سال ۲۰۱۰ بر عهده دانا التمن است که وی توانسته تیم را در جام قهرمانی بسکتبال دسته اول مردان ان‌سی‌ای‌ای سال ۲۰۱۳ به قهرمانی کنفرانس برساند و همچنین تیم را تا رسیدن به مرحله Sweet 16 رهبری کند. وی در سال اول مربیگری خود، تیم را به قهرمانی «مسابقات دعوتی بسکتبال دانشگاهی آمریکا» رساند.
شگون نمای این تیم از شخصیت اردک در کارتون‌های والت‌دیزنی برداشته شده‌است.

## بازکنان شاخص
از برترین بازیکنان ایت باشگاه می‌توان به اسامی زیر اشاره کرد:
لوک ریدنور، آرن بروکس، رون لی.
پیش از فصل ۲۰۱۳-۲۰۱۲ ارسلان کاظمی از تیم رایس و برای این فصل به تیم دانشگاه اورگن پیوست و در پایان، به عنوان یکی از برترین بازیکنان فصل برای تیم شناخته شد.